# Justin Eveson
Justin Cain Eveson, OAM (nascido em 10 de junho de 1980) é um nadador e jogador australiano de basquetebol em cadeira de rodas, medalhista paralímpico em ambas modalidades.

## Natação

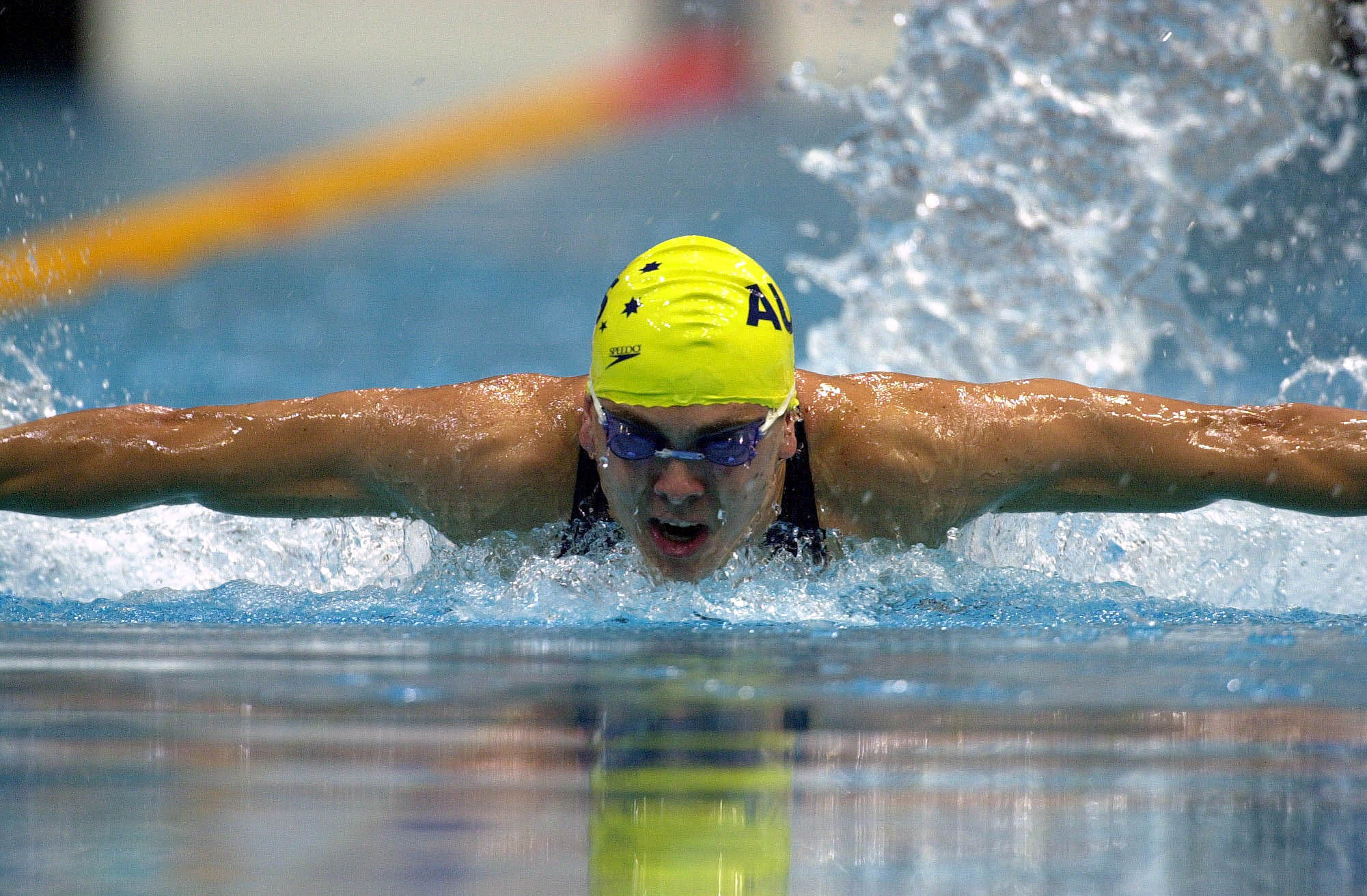
Eveson durante a prova dos 200 metros medley, categoria SM10, nos Jogos Paralímpicos de 2000 em Sydney.

Eveson começou a competir no esporte com deficiência física, em 1995, praticando natação e basquetebol em cadeira de rodas. Ao mesmo tempo, ele decidiu se concentrar na natação. De 1996 a 1999, enquanto nadador, fazia parte do programa Junior Sports Star da Associação WA dos esportes em cadeira de rodas. Competiu nos Jogos Paralímpicos de Verão de 2000 em Atenas, onde conquistou a medalha de prata no revezamento 4x100 metros livre e bronze no revezamento 4x100 metros medley.

## Basquetebol

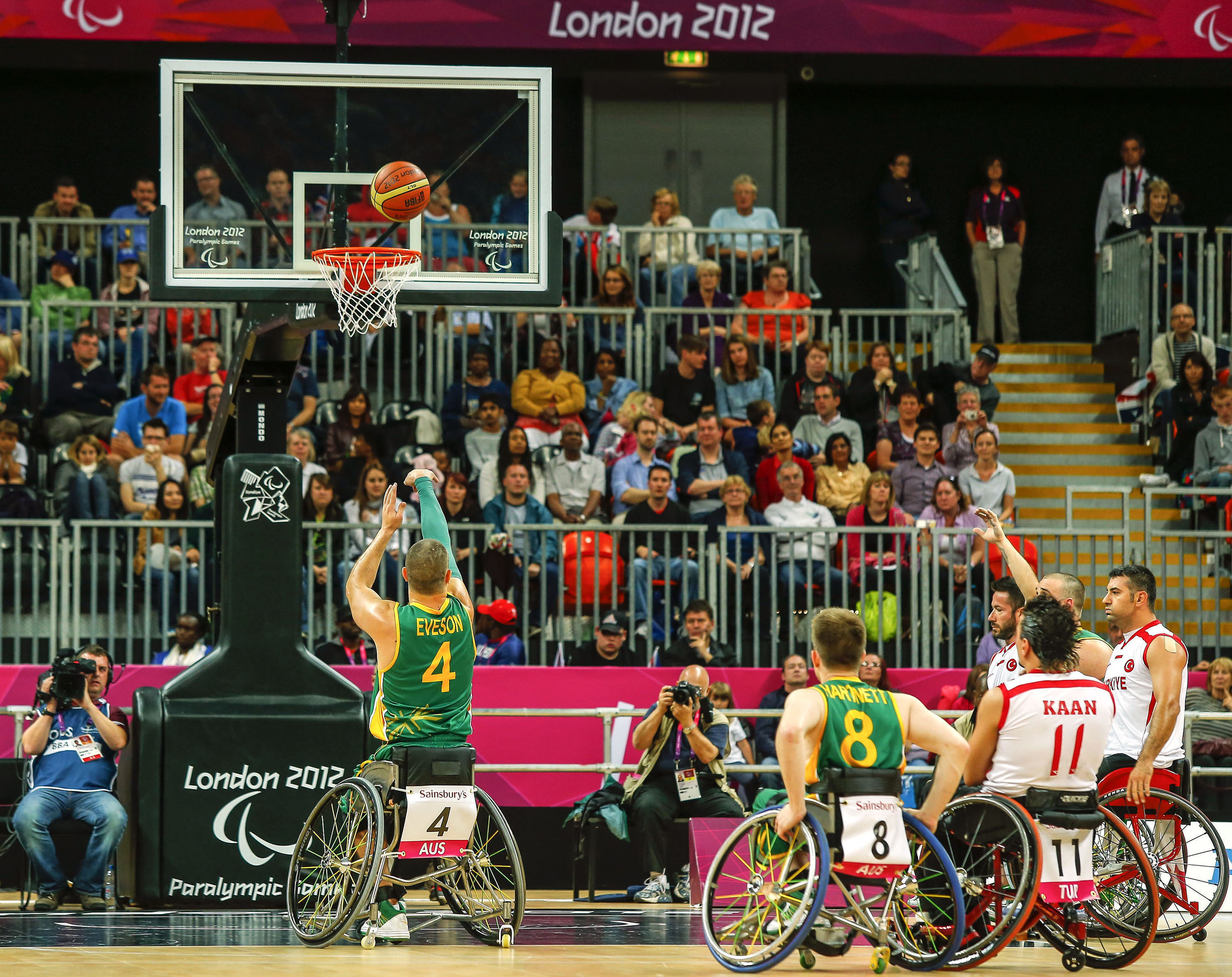
Justin Eveson arremessando.

A classificação de Eveson é 4.5 e atua como ala-pivô. Eveson começou a jogar basquetebol em cadeira de rodas em 1995. Sua capacidade de jogar tem sido apoiada pelo Instituto de Esporte Australiano do Programa de Apoio Individual ao Atleta. Em 2002, Eveson fez sua primeira participação na equipe nacional masculina de basquetebol em cadeira de rodas.

## Jogos Paralímpicos
Eveson fazia parte a equipe australiana masculina de basquetebol em cadeira de rodas que conquistou a medalha de prata nos Jogos Paralímpicos de Verão de 2004 em Atenas, e da equipe da mesma modalidade que conquistou o ouro em Pequim 2008, feito pelo qual recebeu a medalha da Ordem da Austrália. Ele foi o melhor pontuador da equipe.
Nos Jogos Paralímpicos de Londres 2012, fazia parte a equipe australiana masculina em cadeira de rodas que conquistou a prata.

## Noutras competições

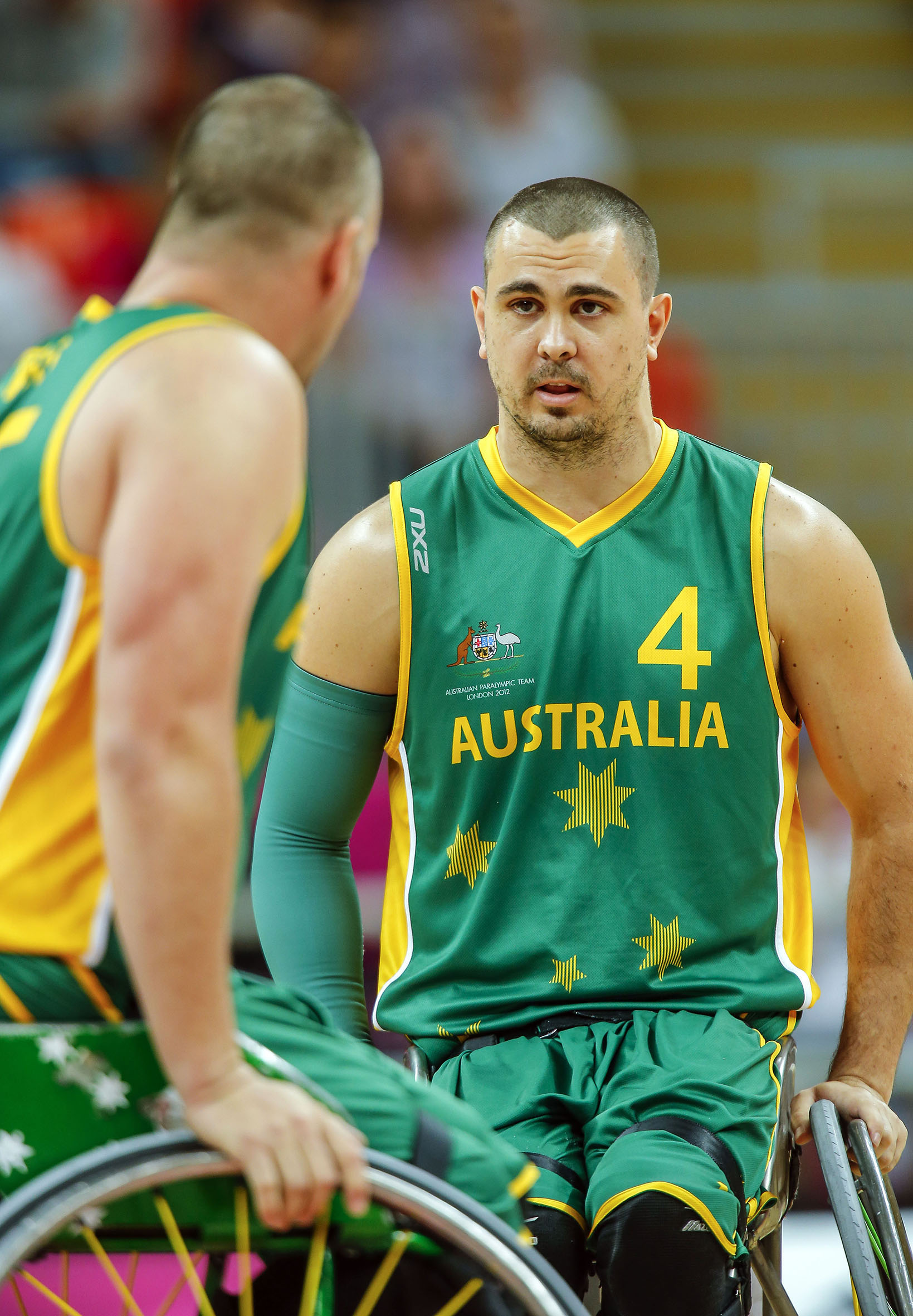
Eveson durante os Jogos Paralímpicos de Londres 2012.

Em 2006, Eveson fazia parte da equipe que conquistou a medalha de bronze no Campeonato Mundial. Em 2008, fazia parte da equipe que ficou com a prata na classificatória paralímpica para os Jogos Paralímpicos de Pequim 2008. Naquele ano, atuou como capitão da equipe representativa da Austrália que conquistou o ouro na Copa do Mundo Paralímpica, realizada em Manchester, na Inglaterra. Conquistou ouro no Campeonato da Ásia-Oceania de basquetebol em cadeira de rodas e integrou a equipe que conquistou a medalha de ouro nos Rollers World Challenge. No torneio, ele marcou 25 pontos, teve cinco assistências e treze rebotes. Foi integrante da equipe nacional de basquetebol em cadeira de rodas que disputou o mundial da mesma modalidade, onde conquistou a medalha de ouro. Ele e seu companheiro da equipe australiana, Shaun Norris, foram reconhecidos pelos seus desempenhos no torneio ao ser apontados como um dos cinco melhores jogadores. Eveson integrou, em 2014, a equipe Rollers que conquistou a medalha de ouro no Campeonato Mundial de basquetebol em cadeira de rodas.

## Clube de basquete
Eveson jogou basquete em cadeira de rodas profissional na Austrália, Itália, Espanha, na Turquia. Em 2001, Eveson fez sua estreia no clube de basquete Perth Wheelcats, da Liga Nacional de Basquetebol em Cadeira de Rodas (NWBL). Ele venceu três Copas da Liga dos Campeões da Europa seguidas. Em 2007, jogou basquete na Austrália pelo Perth Wheelcats, o qual venceu o campeonato da liga naquele ano, e Eveson foi apontado como melhor jogador. No mesmo ano, os Wheelcats conquistaram o título dos Campeões do Mundo. Já em 2008, disputou pelo clube Galatasaray, na Turquia e, no mesmo ano, sua equipe venceu a Copa dos Campeões da Europa. Em 2010, volta a disputar com a camisa do Perth Wheelcats, com o qual venceu o Campeonato da liga. Em 2011, ainda no Perth Wheelcats, Eveson disputou o primeiro jogo da temporada contra o Wollongong Roller Hawks e marcou 35 pontos.